# 바버라 위크스

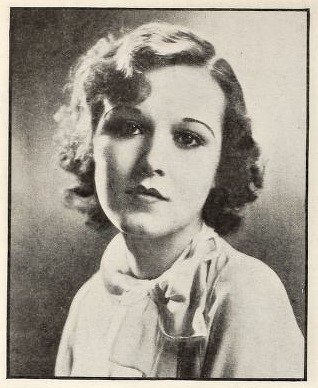

바버라 위크스(영어: Barbara Weeks, 1913년 7월 4일 ~ 2003년 6월 24일)는 미국의 배우이다.
서머빌에서 태어났으며 라스베이거스에서 사망하였다.

## 영화
- 파리 허니문 (1939년)
- 펄미 데이즈 (1931년)
- 멘 오브 더 스카이 (1931년)
- 50 밀리언 프렌치맨 (1931년)
- 후피! (1930년)